# Привреда Јужноафричке Републике
Јужноафричка Република је економски најразвијенија земља у Африци. Истовремено , апартхејд је оставио велики печат у свим сферама живота у савременој Јужноафричкој Републици. Још 80% становништва, углавном црнаца, живи испод границе сиромаштва. Висок је ниво незапослености и, као посљедица, криминала.

## Индустрија

### Рударска индустрија
Главна индустрија у Јужноафричкој Републици је рударство . Ископава се више од 40 врста минерала - бакра, злата, угља, мангана и гвожђа, са изузетком нафте, гаса и боксита . Јужноафричка Република је на првом мјесту у свијету по експлоатацији злата. Међутим, производња злата постепено опада – 2001. године ископано је 500 тона, 2022. године 346 тона. Рекорд је постављен 1956. године када је ископано 1.000 тона злата.

### Друге индустрије
Најважнија извозна индустрија и извор прихода, поред рударске, је црна металургија, заснована на домаћим сировинама. Развијене су и металопрерађивачка, машинска (индустријска опрема, рударска опрема, у малим количинама производња ковачких преса, алатних машина за сјечење метала, „шрафцигер“ монтажа аутомобила), хемијска ( петрохемија, производња киселина, соли, алкалија, соде, пепела, каустичне соде, минералних ђубрива ), лака индустрија, обојена металургија (топљење бакра), прерада дрвета, производња грађевинског материјала, прехрамбена индустрија .

### Аутомобилска индустрија
Аутомобилска индустрија у Јужноафричкој Републици почела је да се развија и стекла је снажну позицију средином касног 20. вијека. Након слома режима апартхејда, локално тржиште је порасло због све већег богатства аутохтоног афричког становништва, а у 21. вијеку се производња аутомобила више него удвостручила, достигавши скоро двије трећине милиона годишње у 2015. години  . По годишњој производњи аутомобила, земља је 2022. године била на 1. мјесту у Африци и на 22. мјесту у свијету  . Аутомобилска индустрија има 36 хиљада радних мјеста, обезбјеђује 7,5% БДП-а и 10% извоза земље. Национални програм развоја аутомобилске индустрије АПДП из 2013. године предвиђао је годишњу производњу од 1,2 милиона возила до 2020. године (у ствари, само 0,63 милиона возила произведено је у 2019, 0,45 милиона у 2020. години и у 2022 години 0,56 милиона)  . Око трећине производње се извози, од чега више од половине у развијене земље (Јапан, Аустралија, Европа, САД). Такође производи и извози многе аутомобилске компоненте.
Нема великих домаћих произвођача аутомобила, монтажу аутомобила углавном обављају стране компаније као што су: БМВ, Тојота, Форд, Мазда, Фолксваген, Дајмлер-Крајслер, Нисан, Фијат, Хамер, Пума (раније и Џенерал моторс). Земља традиционално има озбиљне сопствене технологије и производњу војних и полицијских возила и оклопних возила. Јоханезбург је периодично домаћин највећег међународног сајма аутомобила у Африци Међународног сајма аутомобила у Јоханезбургу .

## Пољопривреда
Пољопривреда је веома интензивна. Узгајају се житарице, шећерна трска, агруми, памук, кукуруз и друге суптропске културе. Учешће пољопривредних производа у извозу Јужне Африке у 2001. години износило је 10,6% (2004. године 12,2%). По узгоју шећерне трске у свијету, Јужноафричка Република је била на 17. мјесту (16,8 милиона тона у 2011. години), сунцокрет - на 8 мјесту (873,5 хиљада тона у 2002. години), кукуруз - на 7. мјесту (12,567 милиона тона у 2009. години). У 2002. години број говеда је износио 13,7 милиона грла (19. мјесто), оваца - 29,1 милион (8. мјесто).

## Енергија
У 2000. години 93% електричне енергије у земљи произвеле су термоелектране на угаљ, а до 2015. године ова цифра је пала на 80%, због активног развоја енергије сунца и ветра . Постоје хидроелектране на ријеци Оранж, велики број пумпних електрана, као и једина нуклеарна електрана у Африци у близини Кејптауна . Укупан капацитет свих електрана у земљи је око 50 ГВ од марта 2016. године, што је највећа цифра у Африци. Производња енергије 239 милијарди кВх (2012. година)  .

## Транспорт
Јужноафричка Република има најгушћу жељезничку и путну мрежу у Африци.
Укупна дужина пруга земље је преко 20 хиљада км (2014. година)  . Жељезнице користе „ капски колосјек “ од 1067 мм (3'6"). Жељезничким услугама до Лесота такође управља Јужноафричка жељезничка компанија.
Дужина аутопутева је преко 747 хиљада км (2014. година) , од којих преко 158 хиљада има побољшану покривеност.
Главне морске луке Јужноафричке Републике су Дурбан, Кејптаун, Порт Елизабет . Они су најопремљенији у Африци. Лука Ричардс Беј користи се за извоз минерала, а по промету терета (86 милиона тона) заузима прво мјесто у Африци и 20. у свијету.
Земља има 110 аеродрома, укључујући 11 војних. Међународни аеродроми се налазе у Јоханезбургу, Кејптауну, Дурбану, Преторији.

## Макроекономија
Под апартхејдом почетком 1980-их година, економија је почела да опада. Инфлација је била око 15%, упркос богатству земље. Апогеј инфлације био је 1986. године  18,8%.
| Година | БДП (милијарде долара) | Инфлација (проценат) |
| ------ | ---------------------- | -------------------- |
| 1980   | 80.547                 | 14.2                 |
| 1985   | 57.273                 | 16.2                 |
| 1990   | 111.998                | 14.3                 |
| 1995   | 151.117                | 8.7                  |
| 2000   | 132.964                | 5.4                  |
| 2006   | 254.795                | 4.5                  |
| 2015   | 317.3                  | 4.8                  |

## Приходи становништва
Од првог квартала 2019. године, Јужна Африка има највишу просјечну плату од свих афричких земаља од 20.855 Р (1.324 евра), у рангу са Тајваном ( 47.868 НТ$, око 1.368 евра). Јужна Африка није имала минималну плату. У новембру 2018. године, предсједник Јужноафричке Републике је потписао закон о минималној плати. Од 1. јануара 2019. године износи 20 Р (1,46 УСД ) по сату и 3.500 Р (256,86 УСД ) мјесечно. За пољопривредне раднике стопа је 18 Р (1,32 УСД) по сату, а за домаће раднике 15 Р (1,10 УСД) по сату.         Од 1. марта 2022. године минимална плата у Јужноафричкој Републици је 23,19 Р (1,59 УСД ) по сату, 185,52 Р ( $ 12,72) дневно и 4000 Р (274,19 УСД ) мјесечно, а за раднике запослене у оквиру проширеног програма јавних радова стопа је 12,75 Р (0,87 УСД ) по сату.      

## Линкови
- 12.000 рудара отпуштено у Јужној Африци због штрајка